# Měšťanské divadlo (Plzeň)
Měšťanské divadlo (německy Schauspielhaus) bylo kamenné divadlo vybudované v letech 1831 až 1832 v Plzni jako první původní divadelní budova ve městě. Stálo na rohu dnešních ulic Riegerova a Sady Pětatřicátníků na okraji středověkého jádra města, nedaleko hlavního městského náměstí. V devadesátých letech 19. století bylo rozhodnuto o vybudování nové divadelní budovy, Měšťanské divadlo bylo zbořeno v roce 1902. Jednalo se o jedno z prvních kamenných divadel v Čechách, kde byla hrána představení v češtině.

## Historie
První zprávy o divadelních představeních v Plzni pocházejí z přelomu 18. a 19. století, šlo však o představení v němčině. První představení v češtině je doloženo až roku 1818. Hrálo se na různých místech, například ve velkém sále městské radnice či v hostincích. Až roku 1831 schválila městská rada v čele s purkmistrem Martinem Kopeckým uvolnění pozemku pro stavbu divadla na místě bývalé tzv. Slepé brány v blízkosti postupně demolovaných městských hradeb a vznikajících sadů.

### Stavba

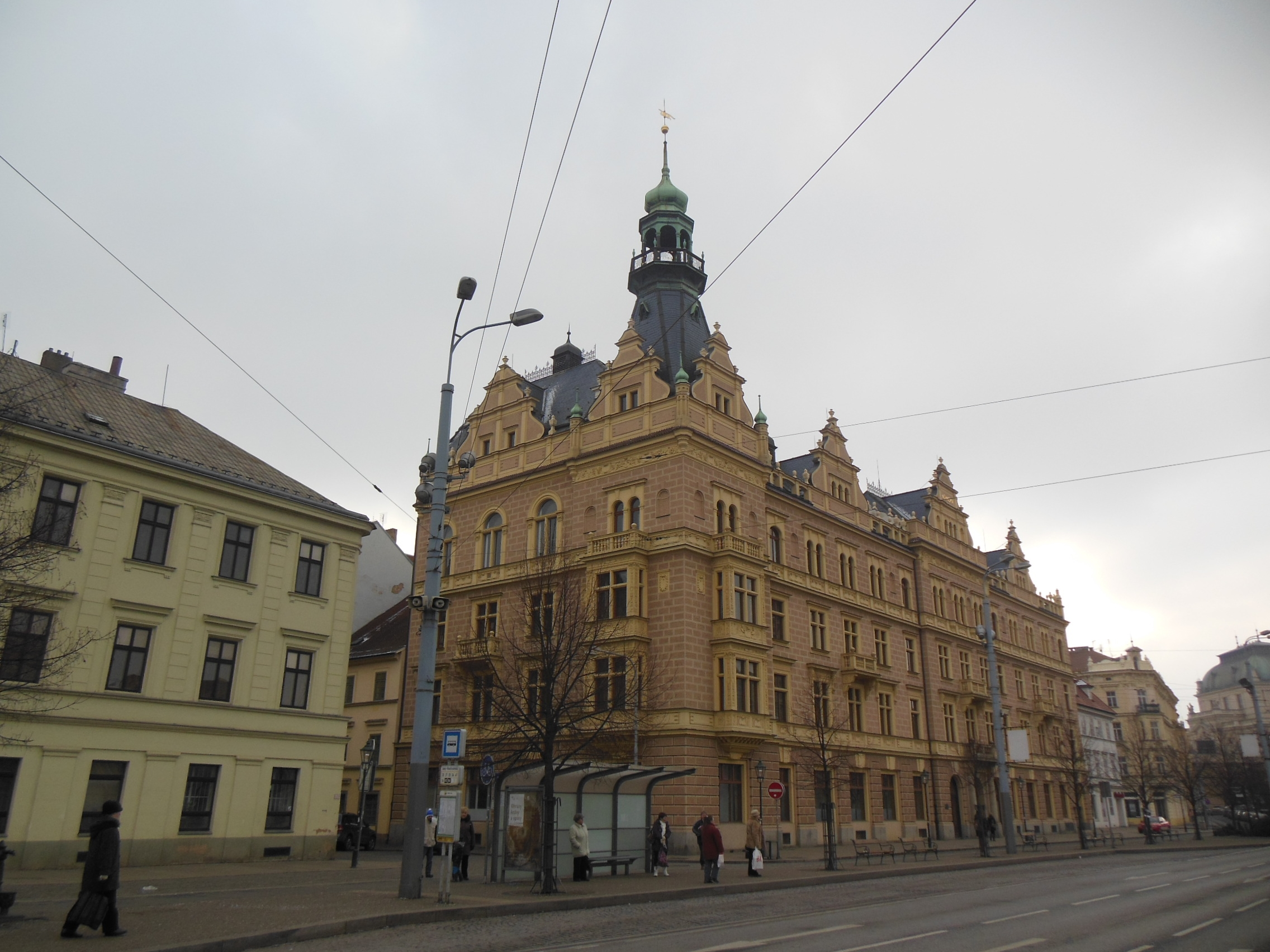
Budova dívčí školy v Sadech Pětatřicátníků postavená na místě staré budovy městského divadla zbořeného roku 1902

Stavba s diváckou kapacitou 650–800 diváků byla realizována podle návrhu italského architekta Lorenza Sacchettiho, v Praze působícího divadelního architekta a výtvarníka malovaných divadelních kulis, stavební práce provedl stavitel a zeměměřič František Filaus. Byla financována především z výtěžků sbírek a z finančních darů plzeňských pravovárečníků.
Poprvé se zde hrálo 12. listopadu 1832 v němčině. Divadlo sloužilo jak českým, tak německým divadelním spolkům, první české představení zde bylo odehráno až 18. ledna 1835. Budova byla předána bezplatně k provozování právovárečnému měšťanstvu, od roku 1857 se stalo divadlo opět majetkem obce. 
V padesátých a šedesátých letech 19. století v plzeňském divadle hostoval mimo jiné také česky hrající soubor Filipa Zöllnera, ve kterém působil jako herec a dramatik také Josef Kajetán Tyl. V roce 1863 došlo k menším úpravám.  Hned po vystavění nového divadla byly pronajaty ve vedlejším domě dvě místnosti na šatny, 1867 koupila obec celý dům pro divadelní potřeby.
V následujících letech v divadle ve stálém angažmá působily například česky hrající divadelní společnosti Josefa Emila Kramueleho, Pavla Švandy ze Semčic či Františka Pokorného.

### Zánik
S blížícím se koncem 19. století se začaly stále více projevovat národnostní tendence a v městské radě sílily tlaky na výstavbu nového českého divadla. Budova navíc začínala být kapacitně i technicky nedostačující. V Plzni žilo již přes 50 000 obyvatel a kapacita starého divadla byla nedostačující. V roce 1896 byla konečně vypsána architektonická soutěž na výstavbu nového divadla. To bylo postaveno podle návrhu architekta Antonína Balšánka a otevřeno roku 1902.
Budova starého divadla byla zbořena roku 1902, na jejím pozemku následně vyrostla novorenesanční budova městské dívčí školy (pozdější sídlo Právnické fakulty ZČU).